# Генгер
Архитектурно-етнографският комплекс „Генгер“ в Айтос е квартал и музей на открито в гр. Айтос.
Комплексът е действаща на открито етнографска експозиция, представяща най-типичните за Айтоския край народни художествени занаяти.

## Народни занаяти

### Грънчарство
Грънчарството е традиционен занаят за айтоския край. Според легендите уменията на местните грънчари били прочути по пазарите на Средиземно море, а по изящество на глинените съдове Айтос се сравнявал с древна Троя. В грънчарската работилница в комплекс „Генгер“ работи потомък на най-стария грънчар в околността. Запазен е автентичният инструментариум, ръчната обработка на глината и колелото, на което предците на днешния занаятчия са изработвали глинени съдове. Гостите на комплекса могат да видят отделните етапи на ръчното грънчарско производство и уникални образци на грънчарския занаят.

### Медникарство
Изящно гравирани медни съдове, подноси, сервизи за кафе, високи чаши с античен вид – това са само част от уникалните изделия на медникарското изкуство, които оформят интериора на майстор медникар. В комплекс „Генгер“ могат да се видят произведения на изкуството, всяко от които носи почерка на майстора. В ателието му са запазени интериорът и инструментите, използвани през 19 век. Като атракция гостите могат да създадат свое произведение за спомен.

### Приложни изкуства
В това ателието за приложни изкуства се изработват ръчно сувенири с различни техники, върху глина, върху дърво и плат, с характерни елементи на народното изкуство като е обърнато внимание и на везмото и бродираните тъкани.

### Хлебарство
Гостите биват посрещани с ръчно изпечен хляб в хлебарницата на комплекса. Направен по стара българска технология. Тук се приготвят пити, хляб, баници, обредни погачи, краваи и козунаци. Запазени са традиционната пещ и помещенията за месене и втасване на тестото.

### Кошничарство
В произведенията на кошничарите е запазена уникалната ръчна техника и оригиналност, които съчетават традиция и съвременен стил.

## Етнографска къща музей
Пресъздадената етнографска къща дава представата за живота и бита на среднозаможно айтоско семейство от 18 – 19 век.

## Ресторант и винарна
Комплексът разполага и предлага на своите гости още механа ресторант в автентичен старинен стил, която предлага традиционни български блюда и напитки. Освен механата, комплексът предлага дегустация и избор на вина в своята винарна, а за ценителите на хубавото кафе ще се погрижи кафенето, което също е в старовремски стил.